# The Hollywood Revue of 1929
The Hollywood Revue of 1929, o simplemente Hollywood Revue,  es una película estadounidense de género comedia y musical estrenada por Metro-Goldwyn-Mayer en 1929. Fue el segundo largometraje musical del estudio y una de sus primeras películas sonoras. Producida por Harry Rapf e Irving Thalberg y dirigida por Charles Reisner, presenta a casi todas las estrellas de MGM en una revista de dos horas que incluye tres segmentos en Technicolor. Los maestros de las ceremonias son Conrad Nagel y Jack Benny.

## Sinopsis
La película es un musical basado en una presentación de Conrad Nagel y Jack Benny, quienes muestran las grandes estrellas de la época que tenía la MGM.

## Reparto
- Conrad Nagel
- Jack Benny
- Joan Crawford
- Marion Davies
- John Gilbert
- Norma Shearer
- Bessie Love
- Anita Page
- Marie Dressler
- William Haines
- Buster Keaton
- Stan Laurel
- Oliver Hardy
- Gus Edwards

## Producción
A diferencia de los imponentes largometrajes de MGM, que siempre presumían de fuertes valores de historia, The Hollywood Revue de 1929 fue un desfile sin trama de actos de variedades. Conrad Nagel, entrevistado para el libro The Real Tinsel , recordó: "Todo el mundo pensaba que Harry Rapf estaba loco por hacerlo". Considerado como un "All-Star Musical Extravaganza", la película incluye actuaciones de una vez y futuras estrellas, como Joan Crawford cantando y bailando en el escenario. (Más tarde comentó: " Revue fue una de esas cosas musicales de arrojar a todos en el lote, pero hice un buen número de canciones y bailes"). Otros segmentos presentan a Gus Edwards, John Gilbert ,Norma Shearer, Lionel Barrymore, Buster Keaton, Marie Dressler, Bessie Love , Marion Davies , Anita Page y el equipo de comedia de Karl Dane y George K. Arthur.

## Recepción
La película, que se filmó en 25 días con un presupuesto de US $ 426,000, fue popular entre el público y los críticos, especialmente en sus compromisos iniciales en la gran ciudad. "Llena de buena música divertida y pegadiza", escribió Mordaunt Hall del New York Times. Variety lo llamó "la mejor película de novedad que se presentará hasta la fecha ... Si las cabinas de teatro le dan un descanso, nada puede detenerlo".